# Adamit
Adamit är ett mineral med den kemiska sammansättningen Zn2AsO4OH som ofta förekommer i oxiderings- och vittringszoner ovanför zinkådror. Adamit är vanligen gul till färgen men förekomsten av kopparinklusioner i mineralstrukturen resulterar i gröna nyanser.
Olivenit är ett koppararsenat som är isostrukturell med adamit och en betydande substitutionen mellan zink och koppar kan resultera i så kallad cuproadamit (kopparadamit). Även substitution av mangan, kobolt och nickel i kristallstrukturen förekommer
Den gula till limegröna, klara färgen på adamitens kristall gör den till en populär sten bland samlare.
Adamit har fått sitt namn efter den franske mineralogen Gilbert Joseph Adam (1795-1881).